# 釜山鎮警察署
釜山鎮警察署（プサンジンけいさつしょ）は、釜山地方警察庁所管の警察署である。

## 沿革
- 1957年8月1日 - 北釜山警察署（現・釜山東部警察署）から分離して釜山鎮警察署が開署
- 1963年1月1日 - 釜山北部警察署（부산북부경찰서）に改称
- 1973年8月10日 - 北部警察署（북부경찰서）に改称
- 1978年8月9日 - 釜山鎮警察署に改称。
- 2006年3月1日 - 楊亭1、2洞を釜山蓮堤警察署から編入。

## 管轄区域
- 釜山鎮区

## 管轄地区隊・派出所・治安センター
- 釜田地区隊
  - 凡田治安センター
- 西面地区隊
  - 釜田2治安センター
  - 中央治安センター
- 堂甘地区隊
  - 堂甘1治安センター
  - 堂甘4治安センター
  - 開琴3治安センター
- 聖池地区隊
  - 魚鱗大公園治安センター
  - 蓮池治安センター
- 伽倻地区隊
  - 伽倻1治安センター
  - 開琴1治安センター
- 釜岩地区隊
  - 釜岩3治安センター
- 楊亭地区隊
  - 楊亭1治安センター
  - 楊亭2治安センター
- 田浦派出所
  - 田浦2治安センター
- 凡川1派出所